# Michele Frangilli
Michele Frangilli, (1 de maio de 1976, Gallarate, Itália) é um arqueiro italiano, campeão olímpico por equipes.

## Olimpíadas
Nos Jogos Olímpicos de Verão de 1996 em Atlanta ficou em 6o lugar no individual e conseguiu o bronze por equipes. Em 2000 em Sydney terminou em 10o e conseguiu a prata por equipes.
Nos Jogos Olímpicos de Verão de 2004 em Atenas competiu mas foi eliminado na segunda fase, terminando em 31o.
Em 2012, em Londres conseguiu seu primeiro ouro olímpico por equipes.

## Recordes
- 60 flechas em 25 metros, em 21 de novembro de 2001 (Gallarate, Itália): 300+298=598
- 60 flechas em 18 metros, em 13 de janeiro de 2001 (Nîmes, França): 597
- 36 flechas na fase final, em 3 de março de 2004 (Caorle, Itália): 358